# Astragalus denudatus
Astragalus denudatus — вид квіткових рослин з родини бобових (Fabaceae). Ареал охоплює такі країни: Грузія, Іран, Дагестан.

## Середовище
Це багаторічний нелазячий чагарник, який зустрічається переважно в кавказько-анатолійсько-гірканських помірних лісах, але також відомий у гірських лісах Кух-Руда та Східного Ірану, а також у понтійських степах. Немає відомих серйозних загроз для цього виду.